# Évariste Galois

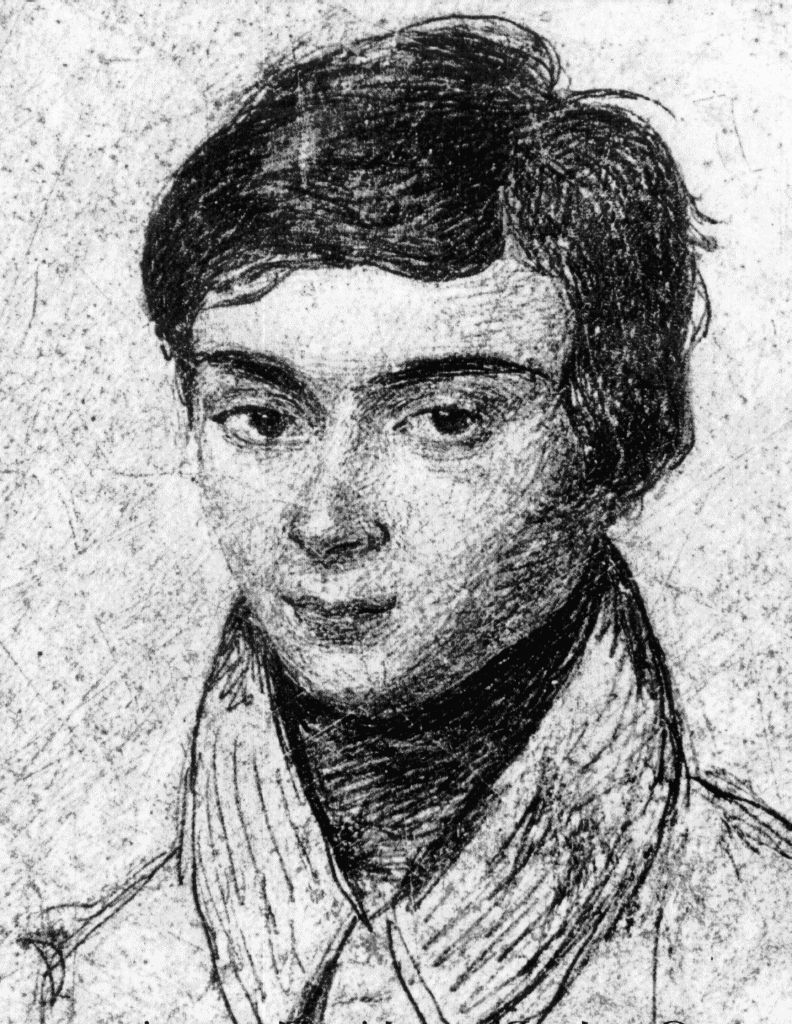
Évariste Galois

Évariste Galois (* 25. Oktober 1811 in Bourg-la-Reine; † 31. Mai 1832 in Paris) war ein französischer Mathematiker. Er starb im Alter von nur 20 Jahren bei einem Duell, erlangte allerdings postum Anerkennung aufgrund seiner Arbeiten zur Lösung algebraischer Gleichungen, der so genannten Galoistheorie.

## Leben
Galois besuchte das College Louis-le-Grand in Paris, scheiterte zweimal an der Aufnahmeprüfung zur École polytechnique und begann ein Studium an der École normale supérieure. Mit 17 Jahren veröffentlichte er eine erste Arbeit über Kettenbrüche; wenig später reichte er bei der Académie des Sciences eine Arbeit über die Gleichungsauflösung ein, die den Kern der heute nach ihm benannten Galoistheorie enthielt. Die Akademie lehnte das Manuskript ab, ermutigte Galois aber, eine verbesserte und erweiterte Fassung einzureichen. Dieser Vorgang wiederholte sich zweimal unter Beteiligung von Augustin-Louis Cauchy, Joseph Fourier und Siméon Denis Poisson. Galois reagierte verbittert, beschuldigte die Akademie, Manuskripte veruntreut zu haben, und beschloss, sein Werk auf eigene Kosten drucken zu lassen.
Als Republikaner war Galois vom Ausgang der Julirevolution enttäuscht und exponierte sich politisch zunehmend; er wurde von seiner Hochschule verwiesen und zweimal verhaftet. Der ersten Verhaftung wegen eines bei einem Bankett mit dem blanken Messer in der Hand ausgebrachten Trinkspruchs auf den neuen König Louis-Philippe, der als versteckte Morddrohung ausgelegt wurde, folgte am 15. Juni 1831 ein Freispruch. Nur einen Monat später nahm Galois in der Uniform der wegen politischer Unzuverlässigkeit inzwischen aufgelösten Artillerie-Garde und schwer bewaffnet an einer Demonstration zum 14. Juli teil, wurde erneut verhaftet und nach dreimonatiger Untersuchungshaft zu sechs Monaten Haft im Gefängnis Sainte-Pélagie verurteilt. Im März 1832 wurde er wegen einer Cholera-Epidemie mit anderen Häftlingen ins Sanatorium Sieur Faultrier verlegt. Am 29. April wurde er aus der Haft entlassen.
Am Morgen des 30. Mai 1832 erlitt Galois bei einem Pistolenduell in der Nähe des Sieur Faultrier einen Bauchdurchschuss, wurde von seinem Gegner und seinem eigenen Sekundanten allein zurückgelassen, Stunden später von einem Bauern aufgefunden und in ein Krankenhaus gebracht, wo er tags darauf „in den Armen“ seines Bruders Alfred starb. Der Duellgegner war ein republikanischer Gesinnungsgenosse, Perschin d’Herbinville, und nicht, wie von Leopold Infeld in Wen die Götter lieben vorgebracht, ein agent provocateur der Regierung. Der Anlass für das Duell war ein Mädchen, Stéphanie-Félicie Poterin du Motel, die Tochter eines am Sieur Faultrier tätigen Arztes. Mit ihr tauschte Galois nach seiner Entlassung aus dem Sanatorium Briefe aus, und ihr Name findet sich auf seinem letzten Manuskript; sie scheint sich aber von ihm distanziert zu haben.
Ian Stewart zitiert aus der französischen Tageszeitung Le Précurseur die folgende Meldung vom 4. Juni 1832: „Paris, 1. Juni. Ein bedauerliches Duell hat gestern die exakten Wissenschaften um einen jungen Mann gebracht, der zu den höchsten Erwartungen Anlass gab, dessen gefeierte Frühreife jedoch in letzter Zeit von seinen politischen Aktivitäten überschattet wurde. Der Junge Évariste Galois kämpfte mit einem seiner alten Freunde, der bekanntermaßen ebenfalls in einem politischen Prozess eine Rolle spielte. Gerüchten zufolge lag dem Duell eine Liebesgeschichte zugrunde. Die Gegner wählten Pistolen als Waffe, doch wegen ihrer alten Freundschaft konnten sie sich dabei nicht in die Augen schauen und überließen die Entscheidung dem Zufall. Aus nächster Nähe feuerte jeder seine Pistole ab. Nur eine Pistole war geladen. Galois wurde von der Kugel seines Gegners durchbohrt; man brachte ihn ins Krankenhaus, wo er nach etwa zwei Stunden starb. Er war 22 Jahre alt. L. D., sein Widersacher, ist etwas jünger.“
Trotzdem halten sich hartnäckig Stimmen, die sagen, das Duell sei inszeniert gewesen, da Galois kaum Interesse an Stéphanie hatte und sein Gegner ein bekannter Schütze war, ja es wurde sogar behauptet, er hätte sich in diesem Duell für die republikanische Sache geopfert. Andere Einschätzungen sprechen von inszeniertem Selbstmord aufgrund seiner unglücklichen Liebe. Solche Duelle „um der Ehre willen“ waren andererseits damals ziemlich häufig.
In der Nacht vor seinem Duell schrieb er einen Brief an seinen Freund Auguste Chevalier, in dem er diesem die Bedeutung seiner mathematischen Entdeckungen ans Herz legte und ihn bat, seine Manuskripte Carl Friedrich Gauß und Carl Gustav Jacob Jacobi vorzulegen; außerdem fügte er Randbemerkungen wie „je n’ai pas le temps“ (mir fehlt die Zeit) in seine Schriften ein. Chevalier schrieb Galois’ Arbeiten ab und brachte sie unter den Mathematikern seiner Zeit in Umlauf, u. a. auch an Gauß und Jacobi, von denen aber keine Reaktion bekannt ist. Die Bedeutung der Schriften erkannte erst 1843 Joseph Liouville, der den Zusammenhang mit Cauchys Theorie der Permutationen sah und sie in seinem Journal veröffentlichte.
Der antiklerikal und antimonarchistisch eingestellte Galois erlangte nach seinem Tod aufgrund seiner ungestümen Art und seinem Hang zum Alkohol zunächst einen schlechten Ruf. Dazu trug bei, dass es sowohl bei der Beerdigung seines Vaters wie auch bei seiner eigenen zu Schlägereien kam.

## Werk
Galois begründete die heute nach ihm benannte Galoistheorie, die sich mit der Auflösung algebraischer Gleichungen, d. h. mit der Faktorisierung von Polynomen befasst. Das damalige Grundproblem der Algebra umfasste die allgemeine Lösung algebraischer Gleichungen mit Radikalen (d. h. Wurzeln im Sinne von Potenzen mit gebrochenen Exponenten), wie sie für Gleichungen zweiten, dritten und vierten Grades schon länger bekannt waren. Galois erkannte die dahinter stehenden Konstruktionen der Gruppentheorie. Unabhängig (und Galois nicht bekannt) hatte Niels Henrik Abel bewiesen, dass eine allgemeine polynomiale Gleichung von höherem Grad als 4 im Allgemeinen nicht durch Radikale aufgelöst werden kann. Galois untersuchte Gruppen von Vertauschungen der Nullstellen des Gleichungspolynoms (auch Wurzeln genannt), insbesondere die sogenannte Galoissche Gruppe G, deren Definition bei Galois noch ziemlich kompliziert war. In heutiger Sprache ist das die Gruppe der Automorphismen des Erweiterungskörpers L über dem Grundkörper, der durch Adjunktion aller Nullstellen definiert ist. Galois erkannte, dass sich die Untergruppen von G und die Unterkörper von L bijektiv entsprechen.
Man zeigt dann zum Beispiel, dass im Falle der allgemeinen Gleichung 5. Grades für die zugehörige Gruppe – die Symmetrische Gruppe S5 der Permutationen von 5 Objekten – keine Kompositionsreihe einer Kette von Normalteilern mit zyklischen Faktorgruppen existiert, die den Automorphismengruppen der durch Adjunktion von Wurzeln gebildeten Zwischenkörpern entsprechen. S5 ist keine auflösbare Gruppe, da sie als echten Normalteiler nur die einfache Untergruppe A5 enthält, die alternierende Gruppe der geraden Permutationen von 5 Objekten. Das verallgemeinert sich in dem Satz, dass für n > 4 die symmetrische Gruppe Sn den einzigen echten nichttrivialen Normalteiler An besitzt, der nichtzyklisch und einfach ist, d. h. ohne nichttriviale Normalteiler. Daraus folgt die allgemeine Nichtauflösbarkeit von Gleichungen höheren als 4. Grades durch Radikale.
Wegen dieser von ihm gefundenen Begriffe und Sätze ist Galois einer der Begründer der Gruppentheorie. In Anerkennung seiner grundlegenden Arbeit wurden die mathematischen Strukturen Galoiskörper (endlicher Körper), Galoisverbindung und Galoiskohomologie nach ihm benannt. Wie anderen, besonders berühmten Mathematikern ist auch ihm ein Symbol gewidmet: GF(q) steht für Galois Field (Galoiskörper) mit q Elementen und ist in der Literatur so etabliert wie etwa die Gaußklammer oder das Kronecker-Symbol.
Er lieferte damit auch die Grundlagen für Beweise der allgemeinen Unlösbarkeit von zwei der drei klassischen Probleme der antiken Mathematik, der Dreiteilung des Winkels und der Verdoppelung des Würfels (jeweils mit Zirkel und Lineal, also mit Quadratwurzeln und linearen Gleichungen). Diese Beweise können jedoch auch einfacher, also ohne Galoistheorie, geführt werden. Das dritte Problem, die Quadratur des Kreises, wurde durch den Beweis der Transzendenz von {\displaystyle \pi } durch Ferdinand Lindemann ad acta gelegt.
In dem Brief an Auguste Chevalier deutet Galois auch Arbeiten über elliptische Funktionen an.

## Eponyme
Seit 1970 trägt der Mondkrater Galois auf der Mondrückseite seinen Namen, und seit dem 2. Februar 1999 der Asteroid (9130) Galois.

## Schriften
- Analyse algébrique. Démonstration d’un théorème sur les fractions continues périodiques, Annales de Mathématiques pures et appliquées 19, 1828–1829, S. 294–301.
- Jules Tannery (Hrsg.): Manuscrits de Évariste Galois. Gauthier-Villars, Paris 1908 (bei der University of Michigan: französisch)
- Robert Bourgne, Jean-Pierre Azra (Hrsg.): Écrits et mémoires mathématiques d’Évariste Galois. Édition critique intégrale de ses manuscrits et publications. Gauthiers-Villars, Paris 1962 (französisch)
- Œuvres mathématiques publiées en 1846 dans le Journal de Liouville, Jacques Gabay, 1989 (bei Gallica: Faksimile)
- Peter Neumann (Herausgeber) The mathematical writings of Evariste Galois, European Mathematical Society 2011

### Übersetzungen
- Hermann Maser (Hrsg.): Abhandlungen über die algebraische Auflösung der Gleichungen von N. H. Abel und E. Galois, Julius Springer, Berlin 1889 (mit Übersetzung von Bemerkungen von Joseph Liouville und eines Briefes von Galois an Auguste Chevalier)
- Эварист Галуа Сочинения (Evarist Galua sotschinenija = Évariste Galois' Werke), Moskau 1936 (bei der Cornell University: russisch)

## Literatur

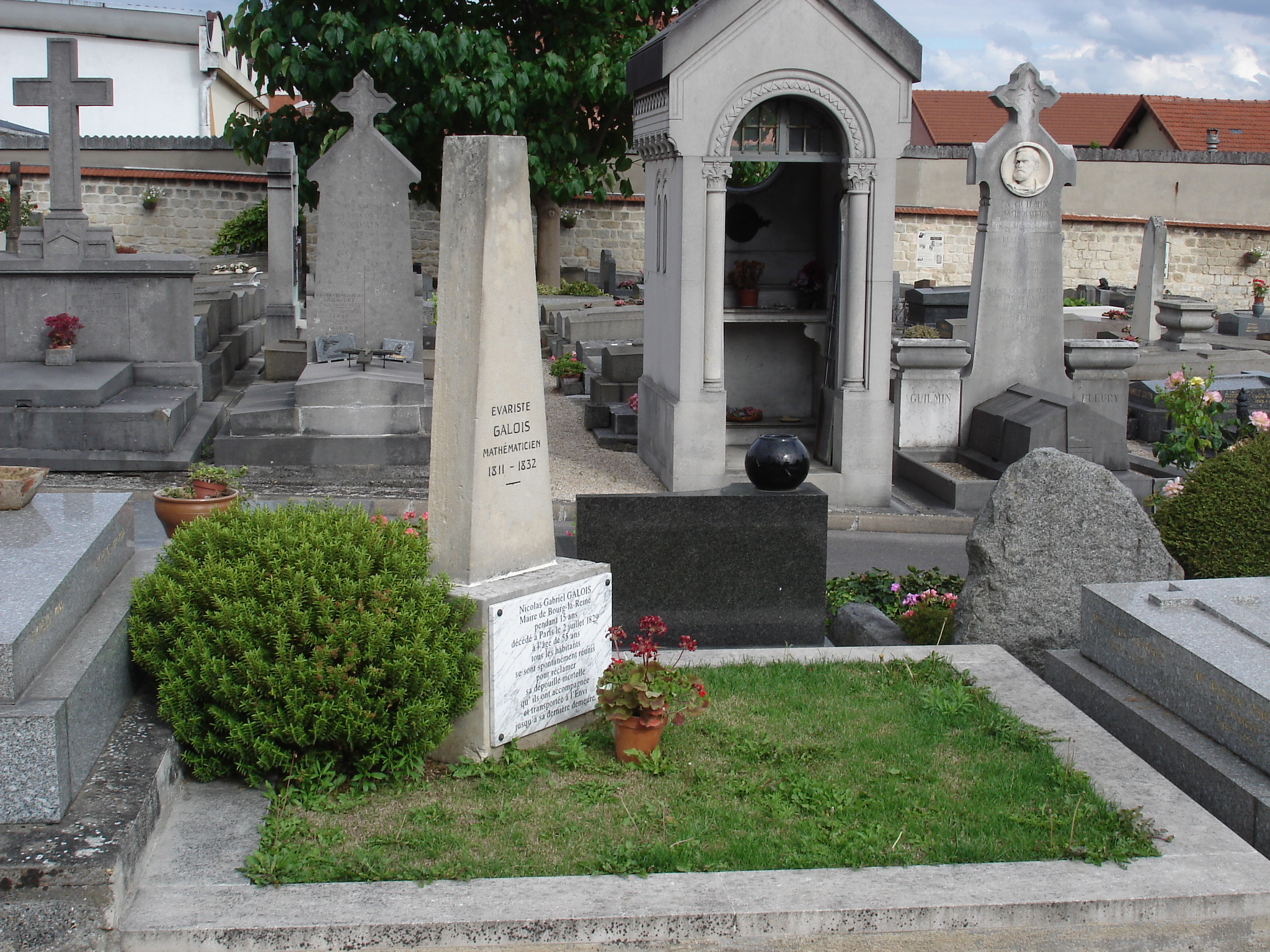
Kenotaph in Bourg-la-Reine